# Chile nos Jogos Olímpicos de Verão de 1896
O Chile foi um dos 14 países que competiram nos Jogos Olímpicos de Verão de 1896, com a participação do atleta Luis Subercaseaux. Foi o único país Sul-Americano a participar dos Jogos Olímpicos de Verão de 1896.

## Atletismo
- 100m masculino: Luis Subercaseaux
- 400m masculino: Luis Subercaseaux
- 800m masculino: Luis Subercaseaux